# 洪茨山
46°32′34″N 7°48′22″E / 46.5427°N 7.8062°E

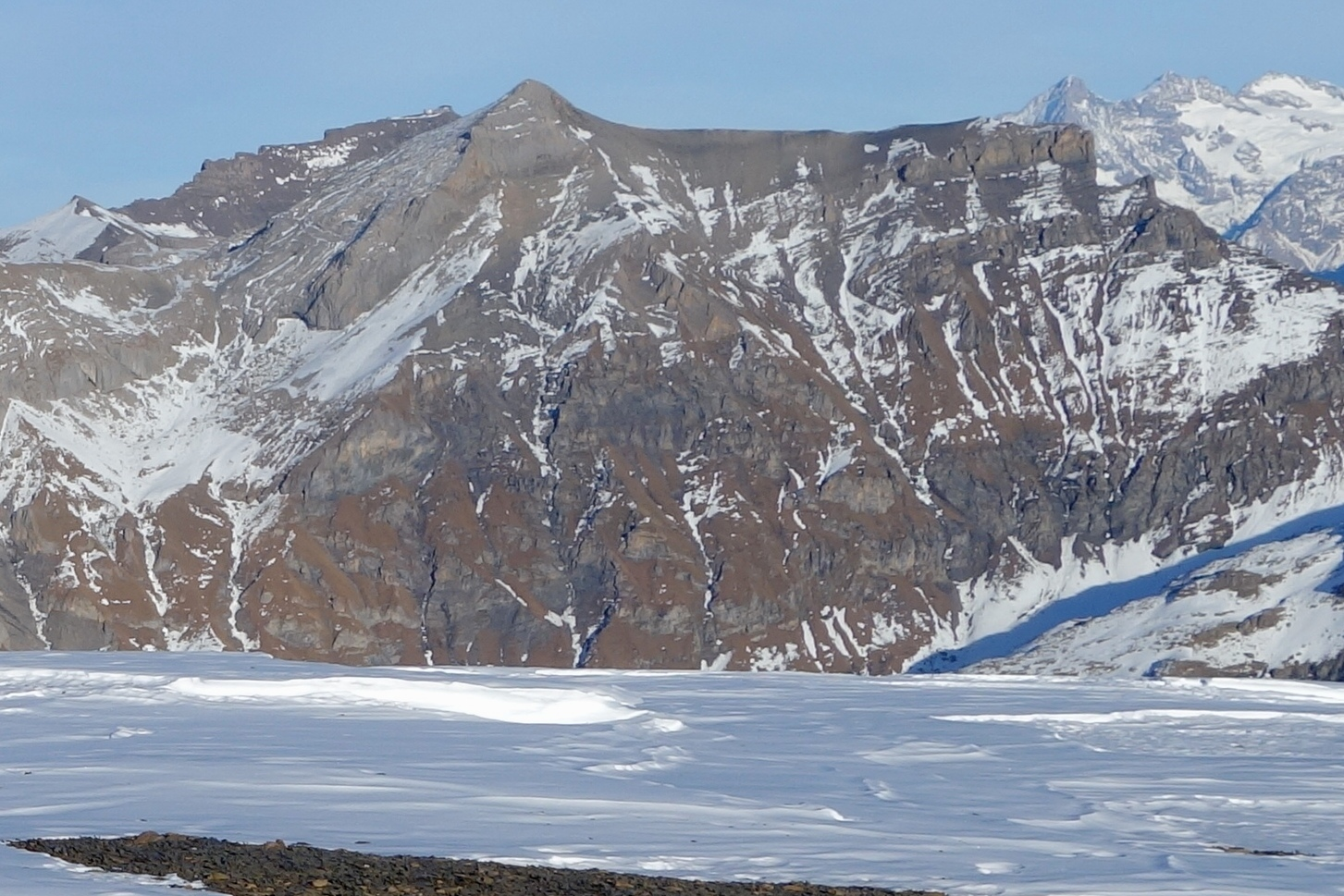

洪茨山（Hundshorn），是瑞士的山峰，位於該國中部，由伯恩州負責管轄，屬於伯訥前阿爾卑斯山脈的一部分，海拔高度2,929米，每年平均降雨量1,585毫米。